# Kay Medford
Kay Medford (* 14. September 1919 in New York, New York; † 10. April 1980 ebenda; eigentlich Kathleen Patricia O’Regan) war eine US-amerikanische Theater- und Filmschauspielerin.

## Leben

### Kindheit und Einstieg ins Showgeschäft
Kay Medford wurde 1919 (anderen Angaben zufolge 1914 oder 1920) als Kathleen Patricia O’Regan, Tochter von James O’Regan und dessen Ehefrau Mary (Geburtsname: Kelly), in der Bronx geboren. Sie besuchte öffentliche und katholische Schulen und verlor ihre Eltern im Alter von 15 Jahren. Nach ihrem Schulabschluss an der New Yorker Morris High School zog Medford nach Hollywood, wo sie plante, eine Karriere als Filmschauspielerin einzuschlagen. Ab Anfang der 1940er-Jahre erschien sie in mehr als einem Dutzend Filmen von MGM, war aber bis in die 1950er-Jahre hinein ausnahmslos auf Statistenparts und unbedeutende Nebenrollen abonniert.
Parallel zu ihren Filmauftritten begann Medford ihren Lebensunterhalt mit der Arbeit in Nachtclubs zu verdienen. Ab 1939 war die frühere Kellnerin als Stand-up-Komikerin tätig. Die Schauspielerin tourte mit ihren Programmen durch diverse Nachtclubs in den USA und Großbritannien, darunter das Copacabana in New York und der Londoner Cicero-Club. 1950 erschien Medford in einem Londoner Cabaret-Programm. Ein Jahr später kehrte sie nach New York zurück, wo sie 1951 mit der Rolle der Cherry in Alan J. Lerners und Frederick Loewes Musical Paint Your Wagon ihr Broadway-Debüt gab.

### Bühnenerfolge und Oscar-Nominierung
Mit weiteren Broadway-Auftritten, fast ausnahmslos Revuen und Komödien, gewann Medford bis Ende der 1960er-Jahre weiter an Bekanntheit. Selbst wenn Produktionen wenig Erfolg beschieden war, wurde die Leistung der Schauspielerin mit der heiseren Stimme oft von Kritikern honoriert. Fabelhafte Kritikern erhielt Medford 1954 für die Komödie Lullaby, in der sie an der Seite von Mary Boland und Jack Warden agierte. Für die Nebenrolle der Eadie gewann sie noch im selben Jahr den Theatre World Award. Ebenfalls ein Erfolg war die Produktion Bye Bye Birdie, die zwischen April 1960 und Oktober 1961 über 600 Mal aufgeführt wurde und ihr den New York Drama Critics Award einbrachte. In dem Musical war Medford als Mutter von Dick Van Dyke zu sehen, die die Beziehung zu seiner hispanischen Freundin (gespielt von Chita Rivera) zu unterbinden versucht. Von einem Kritiker als „Komödiantin mit der lustigsten mattesten Miene seit ZaSu Pitts“ betitelt, wurde die Künstlerin mit zunehmendem Alter häufig mit Mütterrollen betraut.
Der Höhepunkt in Medfords Bühnenkarriere stellte sich 1964 mit Funny Girl ein. In dem Musical war sie als Mutter von Titelheldin Barbra Streisand zu sehen, die sich in der Rolle des erfolgreichen jüdischen Revuestars Fanny Brice an die Anfänge ihrer Karriere und ihr turbulentes Privatleben zurückerinnert. Die Broadway-Produktion kam bis 1967 auf über 1300 Aufführungen und wurde achtmal für den Tony Award nominiert, darunter Medford als Beste Nebendarstellerin. Im April 1966 feierte sie mit Funny Girl auch ihr Londoner Bühnendebüt am Prince of Wales Theatre, woraufhin die Times sie für ihre „brillante Deadpan-Darstellung“ hochlobte. Nach größeren Filmrollen in Zwei in einem Zimmer, dem Elizabeth-Taylor-Vehikel Telefon Butterfield 8 und Mädchen auf Abruf (alle 1960) erschien sie 1968 in William Wylers erfolgreicher Filmversion von Funny Girl. Für den Part der Mrs. Brice erhielt Medford 1969 eine Oscar-Nominierung, hatte aber gegenüber Ruth Gordon (Rosemaries Baby) das Nachsehen.
Ebenfalls in die Rolle der korrekten jüdischen Ehefrau und Mutter schlüpfte die Künstlerin ab 1966 in Woody Allens Bühnenkomödie Don’t Drink the Water mit Lou Jacobi, ihr letzter Broadway-Auftritt, sowie Alan Arkins Spielfilmkomödie Es brennt an allen Ecken (1977) mit Vincent Gardenia. Neben ihrer Theater- und Filmkarriere trat Medford auch wiederholt im US-amerikanischen Fernsehen in Erscheinung, unter anderem mit Charakterrollen in Fernsehspielen des Kraft Suspense Theater, von Dragnet, Naked City, Playhouse 90 und der US Steel Hour. Ab den 1970er-Jahren sah man sie wiederholt in Fernsehserien, darunter die Shows von Carol Burnett und Dean Martin und die wiederkehrende Rolle der Harriet Endicott in To Rome With Love (1969–1970). In der CBS-Sitcom war John Forsythe als verwitweter College-Professor zu sehen, der mit seiner Familie von Iowa nach Rom zieht.
Zeit ihres Lebens blieb Kay Medford unverheiratet („Gewiss, es gibt eine Menge an Aktion in diesen Mütter-Rollen [...] Aber ich war niemals eine Braut.“). Sie starb 1980 im Alter von 60 Jahren nach langer Krankheit in ihrem Zuhause in Manhattan an Krebs. Aufgrund eines Rückfalls hatte sie nicht wie geplant an den Dreharbeiten zu John Schlesingers Film Da steht der ganze Freeway kopf (1981) teilnehmen können. Ihr Begräbnis fand in der als „Schauspieler-Kirche“ bekannten römisch-katholischen Gotteshaus Saint Malachy’s in Manhattan statt.

## Theaterstücke (Auswahl)
- 1951–1952: Paint Your Wagon (Shubert Theatre, New York; Rolle: Cherry)
- 1953: Maya (Theatre de Lys, New York; Rolle: Celeste)
- 1953: The Little Clay Cart (Imperial Theatre, New York; Rolle: Charudatta’s Wife)
- 1953–1954: John Murray Anderson's Almanac (Imperial Theatre, New York; Rollen: u. a. Fifi, Marmee, Sally Duprey)
- 1954: Lullaby (Lyceum Theatre, New York; Rolle: Eadie)
- 1954: Black-Eyed Susan (Playhouse Theatre, New York; Rolle: Dr. Zelda Barry)
- 1955: Almost Crazy (Longacre Theatre, New York; Rollen: u. a. Big Queenie, Mary Smiles Winter, Ruth, Veracity)
- 1957: Mr. Wonderful (Broadway Theatre, New York; Rolle: Zweitbesetzung als Lil Campbell)
- 1956: Wake Up, Darling (Ethel Barrymore Theatre, New York; Rolle: Martha)
- 1957: A Hole in the Head (Plymouth Theatre, New York; Rolle: Sophie)
- 1957: Carousel (City Center, New York; Rolle: Mrs. Mullin)
- 1958: Handful of Fire (Martin Beck Theatre, New York; Rolle: Sylvi)
- 1959: The Poker Game (Tournee; Rolle: Susie)
- 1960–1961: Bye Bye Birdie (Martin Beck Theatre/54th Street Theatre/Shubert Theatre, New York; Rolle: Mae Peterson)
- 1962: In the Counting House (Biltmore Theatre, New York; Rolle: Mary Buckley)
- 1963: The Heroine (Lyceum Theatre, New York; Rolle: Sylvia Barr)
- 1963: Pal Joey (City Center, New York; Rolle: Melba Snyder)
- 1964–1966: Funny Girl (Winter Garden Theatre, New York; Prince of Wales Theatre, London; Rolle: Mrs. Brice)
- 1966: Don't Drink the Water (Morosco Theatre, New York; Rolle: Marion Hollander)
- 1974: Barefoot in the Park (Tournee; Rolle: Mrs. Banks)
- 1975: Light up the Sky (Tournee)
- 1978: Where Memories Are Magic und Dreams Invented (Interart Theatre, New York)

## Filmografie (Auswahl)

### Spielfilme
- 1948: Tal der Leidenschaften (Tap Roots)
- 1949: Alarm in der Unterwelt (The Undercover Man)
- 1950: Hotel der Verlorenen (Guilty Bystander)
- 1956: Ein Gesicht in der Menge (A Face in the Crowd)
- 1960: Zwei in einem Zimmer (The Rat Race)
- 1960: Telefon Butterfield 8 (Butterfield 8)
- 1960: Mädchen auf Abruf (Girl of the Night)
- 1966: Simson ist nicht zu schlagen (A Fine Madness)
- 1968: Funny Girl
- 1977: Es brennt an allen Ecken (Fire Sale)
- 1978: Die Liebe geht seltsame Wege (More Than Friends) (Fernsehfilm)
- 1980: „L“ ist nicht nur Liebe (Windows)

### Fernsehserien
- 1969–1970: To Rome with Love
- 1970–1973: The Dean Martin Show

## Auszeichnungen
- 1954: Theatre World Award für Lullaby
- 1964: Tony-Nominierung für Funny Girl (Beste Nebendarstellerin in einem Musical)
- 1969: Oscar-Nominierung für Funny Girl (Beste Nebendarstellerin)
- 1970: 5. Platz bei den Laurel Awards für Funny Girl (Beste Nebendarstellerin)